# Northiella haematogaster
Il parrocchetto facciablu (Northiella haematogaster (Gould, 1838) è un uccello della famiglia degli Psittaculidi.

## Descrizione
Si presenta con un piumaggio grigio-verde e taglia attorno ai 28 cm. Ha una mascherina facciale blu più ampia e scura nel maschio e più ristretta e sfumata in azzurro nella femmina. L'addome e il ventre sono giallastri con uno scudo centrale rossastro non ben definito. Sulla spalla è presente un evidente segno blu e sull'ala una banda verticale bruna e il bordo alare blu. Becco e zampe sono grigie, l'iride bruna.

## Biologia
Schivo e poco confidente, si nutre di semi, bacche, frutti, fiori, germogli ed erbe e per facilitare la digestione ingerisce molto carbon fossile e piccoli granelli di sassi silicei.
La stagione degli amori va da giugno a dicembre, ma nidifica anche in altri periodi dell'anno se le condizioni lo permettono (clima e abbondanza di cibo). Il nido è allestito nella cavità di un tronco; la femmina depone 4-7 uova che cova per 22 giorni. I piccoli lasciano il nido a circa 1 mese dalla schiusa, ma restano ancora a lungo con i genitori.

## Distribuzione e habitat
Vive nelle regioni interne dell'Australia sud-orientale, dal sud del Queensland al Nuovo Galles del Sud.
Vive nelle boscaglie e nelle savane alberate.

## Tassonomia
Comprende tre sottospecie:
- N. h. haematogaster (Gould, 1838), sottospecie nominale;
- N. h. haematorrhous (Bonaparte, 1856), caratterizzato da una maggiore presenza di rosso nelle parti ventrali e dalla barra alare bruna tendente al color mattone;
- N. h. pallescens (Salvadori, 1891), in cui i colori sbiadiscono e la banda alare bruna diviene dorata;